# Erythrobacteraceae
Die Erythrobacteraceae bilden eine Familie innerhalb der Alphaproteobacteria. Ein wichtiges Merkmal dieser gramnegativen Bakterien ist die Bildung von Sphingolipiden. Weiterhin sind sie zur heterotrophen Photosynthese fähig.

## Merkmale
Die Zellen der verschiedenen Gattungen und Arten sind vielgestaltig, einige Arten sind stäbchen- bis eiförmig, bei der Gattung Porphyrobacter treten auch kokkoide Zellen auf. Pleomorphe Zellformen sind ebenfalls häufig. Einige Arten wie Porphyrobacter neustonensis sind durch Flagellen beweglich. Der Oxidase- und der Katalase-Test fällt jeweils positiv aus.

## Stoffwechsel und Wachstum
Neben den aeroben Atmungsstoffwechsel (chemoorganotroph) sind viele Arten zur Photosynthese fähig. Sie sind photoheterotroph, nicht autotroph, als Kohlenstoffquelle benötigen sie organische Stoffe. Zur Fixierung von CO2 und zur Freisetzung von Sauerstoff sind sie nicht in der Lage. Sie besitzen das Bacteriochlorophyll a und verschiedene Carotinoide, bei Erythrobacter und Erythromicrobium kommt zum Beispiel das Carotinoid Zeaxanthin vor. Unter Lichtausschluss findet aerobe Atmung statt. Fermentation (Gärung) kommt nicht vor.

## Sphingolipide
In den äußeren Membranen der Erythrobacteraceae sind Sphingolipide vorhanden. Diese Lipide sind bei den Eukaryoten häufig anzutreffen, vor allem in Zellen des Nervengewebes bei Säugetieren, innerhalb der Prokaryoten sind sie allerdings nur in wenigen Gruppen gefunden worden. Zu diesen Gruppen zählen unter anderem die nah verwandten Sphingomonadaceae sowie die in der Klassifikation weit entfernt stehenden Bacteroiden mit Arten von Bacteroides, Flectobacillus und Sphingobacterium. Auch in Membranen der Gattung Mycoplasma der grampositiven Firmicutes sind Sphingolipide vorhanden. Das Vorkommen der Lipide kann für die taxonomische Einordnung genutzt werden. Bei den jeweiligen Sphingolipiden handelt es sich vor allem um Glycosphingolipide, bei den Erythrobacteraceae kommt das Glycosphingolipid Glucuronosyl-Ceramid vor.

## Ökologie
Die Erythrobacteraceae sind weit verbreitet. Arten von Erythrobacter wurden im Meerwasser, Erythromicrobium und Porphyrobacter tepidarius in Blaualgenmatten im Süßwasser gefunden. Stämme von Erythrobacter wurden zusammen mit Bakterienarten von Endozoicomonas, Bermanella, Alteromonas, Psychorbacter und Marinobacter im Bereich von wenigen Zentimetern über der Korallenriffoberfläche gefunden. Hier herrscht durch die Korallen ein großes Nahrungsangebot. Diese korallennahe Umgebung wird als „Ökosphäre“ oder „Aura-Biom“ bezeichnet, da sie sich ökologisch vom darüber liegenden Meerwasser unterscheidet, wahrscheinlich aufgrund der Freisetzung gelöster organischer Stoffe von der Korallenoberfläche. In der Ökosphäre lebende Zellen sind im Allgemeinen copiotrophe Arten, also Arten, die nährstoffreiche Umgebungen bevölkern. Proben in der Ökosphäre zeigten viele Gene für Interaktionen, Biofilmbildung sowie Metabolitenaufnahme und -austausch.

## Systematik
Die früher zu den Erythrobacteraceae gehörige Gattung Erythromonas wurde zu Blastomonas, eine Gattung innerhalb der Sphingomonadaceae, transferiert. Alle Mitglieder der Erythrobacteraceae wurden früher zu der Familie Sphingomonadaceae gestellt, in einigen Veröffentlichungen findet man auch weiterhin alle Gattungen in der Familie Sphingomonadacea.
Im März 2025 waren ungefähr 20 Gattungen beschrieben.
Es folgt eine Liste einiger Beispielgattungen:
- Actirhodobacter Xue et al. 2021
- Alteraurantiacibacter Xu et al. 2020
- Altererythrobacter Kwon et al. 2007
- Caenibius Hördt et al. 2020
- Croceicoccus Xu et al. 2009
- Erythrobacter Shiba and Simidu 1982
- Erythromicrobium Yurkov et al. 1994
- Porphyrobacter Fuerst et al. 1993
- Qipengyuania Wu et al. 2015
- Tsuneonella Xu et al. 2020